# Камик
 Тази статия е за селото в Сърбия.  За модела автомобили вижте Шкода Камик.  
Ка̀мик (на сръбски: Камик) е село в източна Сърбия, част от община Град Пирот на Пиротски окръг. Населението му е около 55 души (2011).
Разположено е на 750 метра надморска височина във Влашка планина, на 12 километра южно от Пирот и на 20 километра северозападно от границата с България. Според преброяването от 2002 година 78% от жителите са на възраст над 60 години, а 85% от заетите работят в селското и горско стопанство.

## История
В съкратен регистър на Пиротския кадилък от 1530 година Камик е отбелязано като село с 42 домакинства, 3 неженени и 3 вдовици.